# Newfield (Nueva York)
Newfield es un pueblo ubicado en el condado de Tompkins en el estado estadounidense de Nueva York. En el año 2000 tenía una población de 5,108 habitantes y una densidad poblacional de 33.5 personas por km².

## Geografía
Newfield se encuentra ubicado en las coordenadas 42°21′16″N 76°36′1″O / 42.35444, -76.60028.

## Demografía
Según la Oficina del Censo en 2000 los ingresos medios por hogar en la localidad eran de $36,693, y los ingresos medios por familia eran $43,147. Los hombres tenían unos ingresos medios de $29,353 frente a los $27,064 para las mujeres. La renta per cápita para la localidad era de $17,735. Alrededor del 9.1% de la población estaban por debajo del umbral de pobreza.